# Château d’Årsta
Le château d'Årsta (Årsta slott) est un château suédois situé dans la province historique du Södermanland (ou Sudermanie, en français) et la commune de Haninge à côté de Stockholm.

## Historique

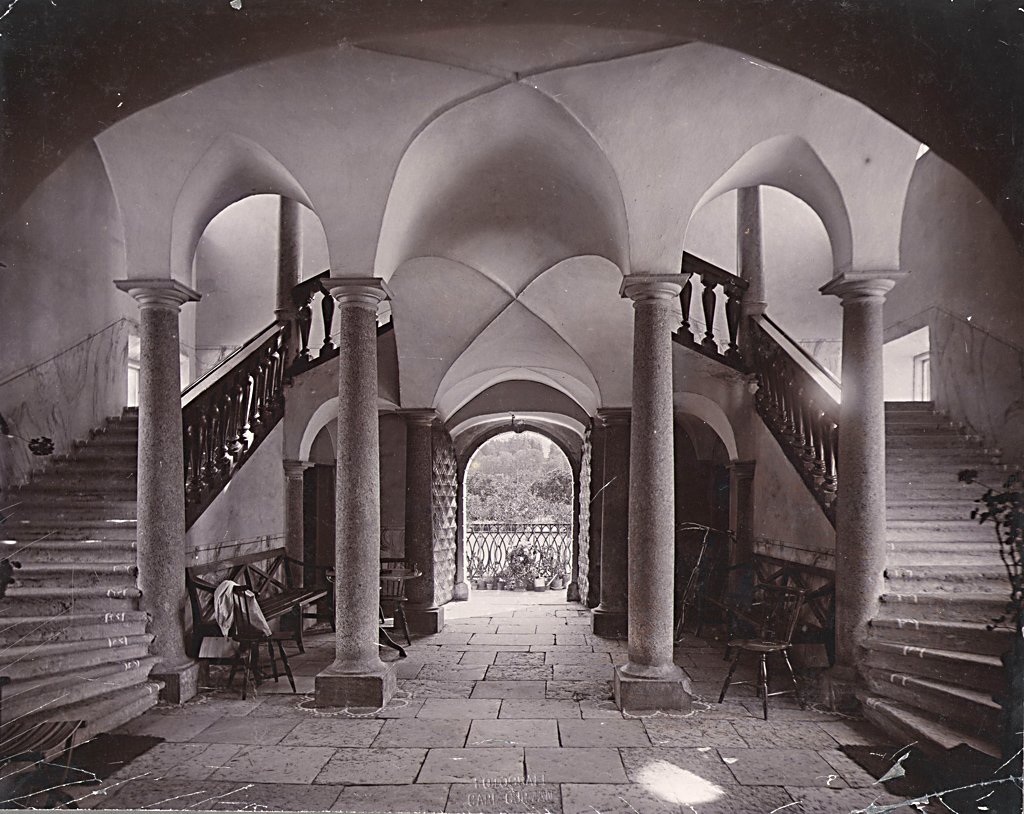
Vue de l’escalier d’honneur en 1896

Årsta est au XIIIe siècle le siège d’une commanderie suédoise des chevaliers teutoniques de l’ordre Livonien. Elle devient la propriété d’Erik Axelsson Tott en 1467, et le château actuel est construit en 1660 pour l’amiral Bjelkenstjerna (sv), sans doute par l’architecte Erik Dahlbergh.
Il appartient au début du XIXe siècle à Carl Fredrik Bremer, dont la fille Fredrika Bremer, femme de lettres, y vit ainsi qu’à Stockholm. Elle y meurt en 1865. La propriété appartient ensuite à l’industriel Lars Johan Hierta (sv), fondateur du journal Aftonbladet. Le château change ensuite plusieurs fois de propriétaire, jusqu’à être acheté par la commune d’Österhaninge en 1966.

## Source
- (de) Cet article est partiellement ou en totalité issu de l’article de Wikipédia en allemand intitulé « Schloss Årsta » (voir la liste des auteurs).